# Трофічний рівень

Трофі́чний рі́вень — сукупність організмів, що займають певне положення в загальному ланцюгу живлення. Відстань організмів від продуцентів однакова. Вони характеризуються певною формою організації та утилізації енергії. Організми різних трофічних ланцюгів, які отримують їжу через рівне число ланок у трофічному ланцюзі, знаходяться на одному трофічні рівні. На кожному трофічному рівні спожита їжа асимілюється не повністю, тому що значна її частина втрачається, витрачається на обмін. Тому продукція організмів кожного наступного трофічного рівня завжди менша (в середньому в 10 разів) за попередній. Співвідношення різних трофічних рівнів можна графічно зобразити у вигляді  екологічної піраміди.